# Campoplex canariensis
Campoplex canariensis là một loài tò vò trong họ Ichneumonidae.